# Экер, Ильхан
Ильхан Экер (тур. İlhan Eker; род. 1 января 1983 года, Балыкесир) — турецкий футболист, выступавший на позиции защитника.

## Клубная карьера
Ильхан Экер — воспитанник турецкого клуба «Балыкесирспор» из своего родного города. В 2001 году он стал игроком столичной команды «Асашспор», ныне известный как «Хаджеттепе». Вместе с клубом, который вскоре получил название «Генчлербирлиги ОФТАШ», Ильхан проделал путь из Третьей лиги в Суперлигу. 12 августа 2007 года он дебютировал в главной турецкой лиге, выйдя в основном составе в гостевом матче против «Генчлербирлиги». 10 февраля 2008 года он забил свой первый гол на высшем уровне, отметившись в гостевой игре с «Фенербахче».

## Достижения
«Генчлербирлиги ОФТАШ»
- Победитель Первой лиги Турции (1): 2006/07

 «Фенербахче»
- Чемпион Турции (1): 2010/11